# José Oto
José Oto Royo (Zaragoza, 1906-Zaragoza 18 de abril de 1961) fue un cantante de jota aragonesa cuya actividad se desarrolló entre 1930 y 1960. Es considerado el más importante «cantador» de este género musical.

## Biografía
Oriundo de la calle Casta Álvarez del barrio de San Pablo de Zaragoza, comenzó como jotero ante el público en los años 1920 tocando  la bandurria con la rondalla del maestro Calabia, quien le enseñó solfeo. Muy pronto, sin embargo, mostró sus dotes para la canta y se incorpora al cuadro jotero de Miguel Asso tras ser escuchado por éste. En 1927 gana el Certamen Oficial de Jotas de la capital del Ebro en la especialidad de jota cantada y comienza su carrera profesional.
Su estilo se caracterizó por una gran potencia, un amplio registro que iba desde la tesitura del tenor hasta la del barítono, y una afinación intachable que no necesitaba de adornos para mostrar su genio, cantando siempre de un modo natural. A partir de la muerte de su novia, Felisa Galé, en 1948, su carrera fue declinando debido a sus problemas psicológicos. 
Sobresalió en el estilo de las jotas zaragozanas libres: «femateras», «fieras de Fuentes», «fiera antigua» y la «fiera zaragozana», considerada la máxima creación de la jota cantada aragonesa. También destacó en las coplas para el baile y en las jotas de ronda. 
Grabó alrededor de cincuenta discos de jota, entre los que se encuentran algunos con letras republicanas que se editaron durante la Segunda República Española, a la que, al parecer, fue afecto. Murió en 1961 y a sus exequias en el Cementerio de Torrero acudieron más de cien mil admiradores.